# Un coup de maître
Un coup de maître (bra: O Renascimento) é um filme de 2023 dirigido por Rémi Bezançon. No Brasil, foi apresentado pela Bonfilm nos cinemas em novembro no Festival Varilux de Cinema Francês 2023.

## Sinopse
Arthur Forestier desenvolve um plano ousado para tentar recuperar seu amigo que se afunda em um radicalismo.

## Elenco
- Vincent Macaigne : Arthur Forestier
- Bouli Lanners : Renzo Nervi
- Bastien Ughetto : Alex
- Anaïde Rozam : Eugénie
- Aure Atika : Dudu
- Michel Nabokoff : Laveran
- Philippe Résimont : Dupont-Laval
- Ophélie Koering : a oficial de justiça

## Recepção
Na França, o filme tem uma nota média de 3,1/5 no agregador do AlloCiné, calculada a partir de 23 resenhas da imprensa.